# Flygeskadern Lafayette
Flygeskadern Lafayette är en amerikansk film från 1958 i regi av William A. Wellman.

## Handling
Filmen handlade om Escadrille Lafayette som är en frivillig flygdivision uppsatt av miljonären William K. Vanderbilt. Flygkåren verkade i Frankrike under första världskriget och man får följa piloterna i deras luftstrider.

## Om filmen
Från början var det tänkt att filmen skulle heta C'est la Guerre, men filmbolagsdirektören Jack Warner ändrade själv både på innehåll och titel. Wellman som själv deltagit i detta jaktförband ville göra något snyggt av filmen, han blev ursinnig på alla ändringar och lämnade filminspelningen. Han gjorde sedan aldrig någon mer film.

## Rollista (i urval)
- Tab Hunter - Thad Walker
- Etchika Choureau - Renée Beaulieu
- Marcel Dalio -  Drillmaster
- David Janssen -  Duke Sinclaire
- Paul Fix -  U.S. General
- Veola Vonn -  The Madam
- Will Hutchins -  Dave Putnam
- Clint Eastwood - George Moseley
- Robert Hover -  Dave Judd
- Tom Laughlin - Arthur Blumenthal
- Brett Halsey - Frank Baylies
- Henry Nakamura - Jimmy
- Maurice Marsac - Sgt. Parris
- Raymond Bailey - Amos J. Walker
- William Wellman Jr - Bill Wellman Sr.